# Гигантска антилопа кана
Гигантските кани (Taurotragus derbianus) са вид едри бозайници от семейство Кухороги (Bovidae), обитаващи открити гори и савани в централните и западни части на Африка. С дължина на тялото 220-290 cm гигантските кани са най-едрият вид антилопи.

## Подвидове
Видът включва два подвида:
- T. d. derbianus – Западна гигантска кана
- T. d. gigas – Източна гигантска кана

## Разпространение и местообитание
Гигантската кана е разпространена в Гвинея, Демократична република Конго, Камерун, Мали, Сенегал, Централноафриканска република, Чад и Южен Судан.
Регионално е изчезнала в Гамбия, Гана, Кот д'Ивоар и Того и вероятно е изчезнала в Уганда.
Обитава гористи местности, планини, възвишения, хълмове, ливади, храсталаци, савани, крайбрежия и плажове.

## Описание
На дължина достига до 2,5 m, а теглото е около 646 kg.
Гигантската кана е тревопасна и се храни главно с треви, листа и клонки. Обикновено образува малки стада от 15-25 мъжки и женски екземпляра. Видът не е териториален, като всяко стадо се придвижва в обширна област. Гигантските кани са предпазливи по природа, поради което е трудно да се доближат и наблюдават. Могат да бягат със скорост до 70 km/h, което им позволява да се предпазват от хищници. Стават полово зрели на 25,2 месеца. Чифтосването протича през цялата година, но е най-активно през дъждовния сезон. Продължителността им на живот е около 16,2 години. Популацията на вида е намаляваща.